# Dongargarh
Dongargarh (o Dongragarh) è una suddivisione dell'India, classificata come municipality, di 34.440 abitanti, situata nel distretto di Rajnandgaon, nello stato federato del Chhattisgarh. In base al numero di abitanti la città rientra nella classe III (da 20.000 a 49.999 persone).

## Geografia fisica
La città è situata a 21° 11' 18 N e 80° 45' 32 E.

## Società

### Evoluzione demografica
Al censimento del 2001 la popolazione di Dongargarh assommava a 34.440 persone, delle quali 17.456 maschi e 16.984 femmine. I bambini di età inferiore o uguale ai sei anni assommavano a 4.231, dei quali 2.222 maschi e 2.009 femmine. Infine, coloro che erano in grado di saper almeno leggere e scrivere erano 25.308, dei quali 14.077 maschi e 11.231 femmine.